# Giuseppe Pasotto
Mons. Giuseppe Pasotto, C.S.S. (* 6. července 1954, Bovolone) je italský římskokatolický duchovní, řeholník, biskup a apoštolský administrátor Kavkazu.

## Život
Narodil 6. července 1954 v Bovolone.
Vstoupil do kongregace a semináře Stigmatinů. Dne 12. května 1979 byl biskupem Lucasem Moreirou Nevesem vysvěcen na kněze. Roku 1993 odešel sloužit do Gruzie.
Dne 29. listopadu 1996 jej papež Jan Pavel II. jmenoval apoštolským administrátorem Kavkazu a 9. listopadu 1999 titulárním biskupem z Musti. Biskupské svěcení přijal 6. ledna 2000 z rukou papeže Jana Pavla II. a spolusvětiteli byli arcibiskup Giovanni Battista Re a arcibiskup Marcello Zago.
Roku 2005 vyhlásil první diecézní synod apoštolské administratury.